# Silvestro e il mare
Silvestro e il mare (Tugboat Granny) è un cortometraggio Merrie Melodies uscito nel 1956, diretto da Friz Freleng e scritto da Edward Selzer. Il corto è ambientato nel mare, dove c'è la nave. Fino ad oggi si potrà riconoscere il nuovo titolo Battello fluviale.

## Distribuzione

### Edizione italiana
Esistono tre doppiaggi italiani per il corto. Il primo risale agli anni settanta, dunque nel 1971,all'interno del programma cinematografico "Cacio... amore e fantasia",poi di nuovo intitolato dalla DEAR International S.P.A "Sylvester's Story",col primo titolo Silvestro e il mare. Poi il secondo doppiaggio è stato effettuato dalla Effe Elle Due,col nuovo titolo Battello fluviale. Lo stesso titolo modernizzato vale anche per il ridoppiaggio in cui è stato effettuato nel 2003 dalla Time Out Cin.Ca.

## Edizioni home video

### DVD
Il corto è incluso nel DVD "Tweety - Un amore di canarino", solo col ridoppiaggio.